# Гвинеја на Летњим олимпијским играма 2012.
Гвинеја је на Олимпијским играма у Лондону 2012. учествовала десети пут као самостална земља.
Боје Гвинеје на Олимпијским играма у Лондону 2012. бранило је четворо спортиста у три спорта, а у олимпијском тиму налазило се довјица спортиста и две спортисткиње.
Заставу на церемонији отварања носио је џудиста Facinet Keita.
Такмичари Гвинеје нису освојили ниједну медаљу.

## Учесници по спортовима
| Спорт        | Мушкарци | Жене | Укупно |
| ------------ | -------- | ---- | ------ |
| Атлетика     | 1        | 1    | 2      |
| Пливање      | 0        | 1    | 1      |
| Џудо         | 1        | 0    | 1      |
| спортова (3) | 2        | 2    | 4      |

## Атлетика

### Мушкарци
| Атлетичар     | Дисциплина   | Група    | Група      | Четвртфинале | Четвртфинале | Полуфинале       | Полуфинале       | Финале           | Финале | Детаљи |
| Атлетичар     | Дисциплина   | Резултат | Место      | Резултат     | Место        | Резултат         | Место            | Резултат         | Место  | Детаљи |
| ------------- | ------------ | -------- | ---------- | ------------ | ------------ | ---------------- | ---------------- | ---------------- | ------ | ------ |
| Mamadou Barry | 1.500 метара | 4:05,08  | 14 у гр. 1 |              |              | Није се пласирао | Није се пласирао | Није се пласирао | 42/43  |        |

### Жене
| Атлетичар     | Дисциплина | Група    | Група     | Четвртфинале      | Четвртфинале      | Полуфинале        | Полуфинале        | Финале            | Финале            | Детаљи |
| Атлетичар     | Дисциплина | Резултат | Место     | Резултат          | Место             | Резултат          | Место             | Резултат          | Место             | Детаљи |
| ------------- | ---------- | -------- | --------- | ----------------- | ----------------- | ----------------- | ----------------- | ----------------- | ----------------- | ------ |
| Aissata Toure | 100 метара | 13,25    | 7 у гр. 1 | Није се пласирала | Није се пласирала | Није се пласирала | Није се пласирала | Није се пласирала | Није се пласирала | 70/79  |

## Пливање
| Пливач      | Дисциплина  | Група   | Група     | Полуфинале        | Полуфинале        | Финале            | Финале  | Детаљи |
| Пливач      | Дисциплина  | Време   | Пласман   | Време             | Пласман           | Време             | Пласман | Детаљи |
| ----------- | ----------- | ------- | --------- | ----------------- | ----------------- | ----------------- | ------- | ------ |
| Деде Камара | 100 м прсно | 1:38,54 | 6 у гр. 1 | Није се пласирала | Није се пласирала | Није се пласирала | 46/46   |        |

## Џудо
| Џудиста       | Дисциплина | 1. коло                   | 1/8 финала         | 1/4 финала         | Полуфинале         | Финале             | Репесаж 1          | Репесаже 1/4 финале | Репесаж полуфинале | Борба за бронзу    | Поз.             | Детаљи |
| Џудиста       | Дисциплина | Противник Резултат        | Противник Резултат | Противник Резултат | Противник Резултат | Противник Резултат | Противник Резултат | Противник Резултат  | Противник Резултат | Противник Резултат | Поз.             | Детаљи |
| ------------- | ---------- | ------------------------- | ------------------ | ------------------ | ------------------ | ------------------ | ------------------ | ------------------- | ------------------ | ------------------ | ---------------- | ------ |
| Facinet Keita | + 100 кг   | Blas (GUM) · ИЗГ 0002-101 | Није се пласирао   | Није се пласирао   | Није се пласирао   | Није се пласирао   | Није се пласирао   | Није се пласирао    | Није се пласирао   | Није се пласирао   | Није се пласирао |        |